# Piz Buin
 (mai 2021).
Si vous disposez d'ouvrages ou d'articles de référence ou si vous connaissez des sites web de qualité traitant du thème abordé ici, merci de compléter l'article en donnant les références utiles à sa vérifiabilité et en les liant à la section « Notes et références ».
Le Piz Buin en français : « Pic du bœuf » est un sommet des Alpes, à 3 312 m d'altitude, dans le massif de Silvretta, à cheval entre l'Autriche (land de Vorarlberg) et la Suisse (canton des Grisons). Il est le plus haut sommet du land de Vorarlberg.

## Toponymie
Son nom original en romanche était Piz Buin Grand qui signifie « grand pic du bœuf ». Un sommet similaire mais plus petit à proximité s'appelle le Piz Buin Pitschen, « petit pic du bœuf », et culmine à 3 255 m.

## Géographie
La montagne marque la frontière entre le Vorarlberg et le canton suisse des Grisons. À l’ouest se trouve le Petit Piz Buin (3 255 m). Au nord et à l’ouest du Piz Buin s’étend le glacier Ochsentaler. Au nord-est se trouve le glacier Vermunt. Ces deux glaciers situés sur le territoire autrichien sont à l’origine de la rivière Ill qui coule vers le nord.

## Histoire
Le 13 septembre 1936, la première croix de sommet du Vorarlberg a été érigée sur le Piz Buin. Le journal chrétien-social Vorarlberger Volksblatt (de) a qualifié cette action hautement symbolique en politique intérieure de « signe que ce pays est et reste chrétien, en dépit de toutes les attaques des "vainqueurs du christianisme" » (il s'agissait des communistes et des nationaux-socialistes) et a décrit le transport de la croix au sommet comme seulement compréhensible par « la foi qui déplace les montagnes ».
Le Piz Buin a été gravi pour la première fois le 14 juillet 1865 par Joseph Anton Specht et Johann Jakob Weilenmann, guidés par Jakob Pfitscher et Franz Pöll. Le Piz Buin Pitschen a été gravi trois ans plus tard.
Au cours de l'été 2012, une nouvelle croix a été placée au sommet de la montagne par avion à la demande de l'ÖAV, la précédente s'étant dégradée et inclinée.
En 2015, cette croix demeurait un symbole fort de la foi chrétienne en des temps difficiles et était interrogée par Stoph Sauter, artiste de Dornbin, à travers une installation montée devant le Vorarlberg museum. Pour l'artiste, l'objet ne suffit pas, il pose la question de la quête du divin, de la quête du sens.

## Activités
Du côté autrichien, on trouve le refuge Wiesbadener Hütte (2 443 m), sur le flanc est de la vallée Ochsental. À partir de ce point, la voie normale prend la direction du sud, sur le glacier Vermunt, puis de l’ouest sur l’arête Wiesbadener Grätle, où l'on traverse le glacier Ochsentaler pour aller vers le passage Buinlücke. Lors de l’ascension, il faut franchir des passages de difficulté de degré II à IV en été (cotation UIAA allemande). Après que le glacier a commencé à fondre à partir de l’an 2000, cette voie est devenue de plus en plus difficile et présente des dangers objectifs. Il a même été question de la condamner à cause des chutes de pierres.
Une autre voie part du refuge Wiesbadener Hütte et mène au passage Buinlücke par le glacier Ochsentaler. Cette ascension est appréciée des skieurs en hiver,.

## Dans la culture
La montagne donne aussi son nom aux produits solaires « Piz Buin », marque suisse aujourd'hui aux mains du groupe pharmaceutique Johnson & Johnson. Le chimiste Franz Greiter eut un coup de soleil en 1938 lors de l’ascension du sommet et développa la crème solaire du même nom dans les années suivantes.